# كلاوديو ريبيرو
كلاوديو ريبيرو (بالبرتغالية: Cláudio Ribeiro‏) هو موزع برازيلي، ولد في 1958 في بورتو أليغري في البرازيل.